# Dordżwaanczigijn Gombdordż
Dordżwaanczigijn Gombdordż (ur. 1 grudnia 1985) – mongolski zapaśnik walczący w stylu wolnym. 
Najważniejsze osiągnięcia:
- 9. miejsce na mistrzostwach świata w 2019
- brązowy medal na igrzyskach azjatyckich w 2010 i w mistrzostwach Azji w 2008
- 11. miejsce na mistrzostwach świata w 2007
- 3. miejsce na uniwersyteckich MŚ z 2006
- 5. miejsce na uniwersjadzie w 2013[1] roku.